# Likorin
Likorin (Lycorhinus angustidens), likoryn – dwunożny, roślinożerny ornitopod z rodziny heterodontozaurów (Heterodontosauridae).
Znaczenie jego nazwy – wilczy pysk
Żył w okresie wczesnej jury (ok. 205-195 mln lat temu) na terenach południowej Afryki. Długość ciała ok. 1,2 m, wysokość ok. 50 cm, masa ok. 20 kg. Jego szczątki znaleziono w Republice Południowej Afryki (w Kraju Przylądkowym).
Był to jeden z pierwszych jurajskich dinozaurów, znalezionych w Afryce. Spokrewniony z heterodontozaurem.Miał zęby podobne do zębów teropdów.Likoriny prawdopodobnie używały zębów do walk.